# Norge (Schiff, 1901)
Die Norge war das dritte Küstenpanzerschiff der königlich-norwegischen Marine. Das Schiff wurde 1899 bei Sir William G. Armstrong, Whitworth & Co. in Elswick nahe Newcastle upon Tyne, England, auf Kiel gelegt, lief 1900 vom Stapel, und wurde 1901 in Dienst gestellt. Die Norge wurde beim deutschen Angriff auf Norwegen am 9. April 1940 im Hafen von Narvik durch den Zerstörer Bernd von Arnim mit zwei Torpedos versenkt. Nur 90 Mann ihrer Besatzung überlebten den Untergang.

## Allgemeines
Die Norge und ihr Schwesterschiff Eidsvold wurden im Zuge der allgemeinen Aufrüstung gebaut, die Norwegen gegen eine eventuelle Militäraktion Schwedens schützen sollte und schließlich 1905 in der Auflösung der schwedisch-norwegischen Personalunion und der vollständigen Unabhängigkeit Norwegens gipfelte.
Da die zwei 1912 in Großbritannien georderten Panzerschiffe der Bjørgvin-Klasse (Bjørgvin und Nidaros) bei Ausbruch des Ersten Weltkriegs von der britischen Royal Navy beschlagnahmt wurden, bildeten die Eidsvold und die Norge – obwohl längst vollkommen veraltet – bis zum 9. April 1940, als beide vor Narvik von deutschen Zerstörern versenkt wurden, das Rückgrat der norwegischen Marine.

## Baugeschichte
Wegen der vorgenannten Spannungen zwischen den in Personalunion verbundenen Staaten genehmigte das norwegische Parlament 1895 den Bau von vier neuen Panzerschiffen, um vorhandene veraltete Monitore zu ersetzen. Wegen der Spannungen wurden sie nicht in Schweden bestellt, wo derartige Schiffe schon gebaut worden waren, sondern die britische Firma Sir William G. Armstrong erhielt 1895 den Bauauftrag für zwei Schiffe von 3500 t, die 1897 und 1898 als Harald Haarfagre und Tordenskjold in Dienst kamen und über zwei 21,0-cm-Geschütze in Einzeltürmen und eine 12,0-cm-Mittelartilleriebatterie verfügten.

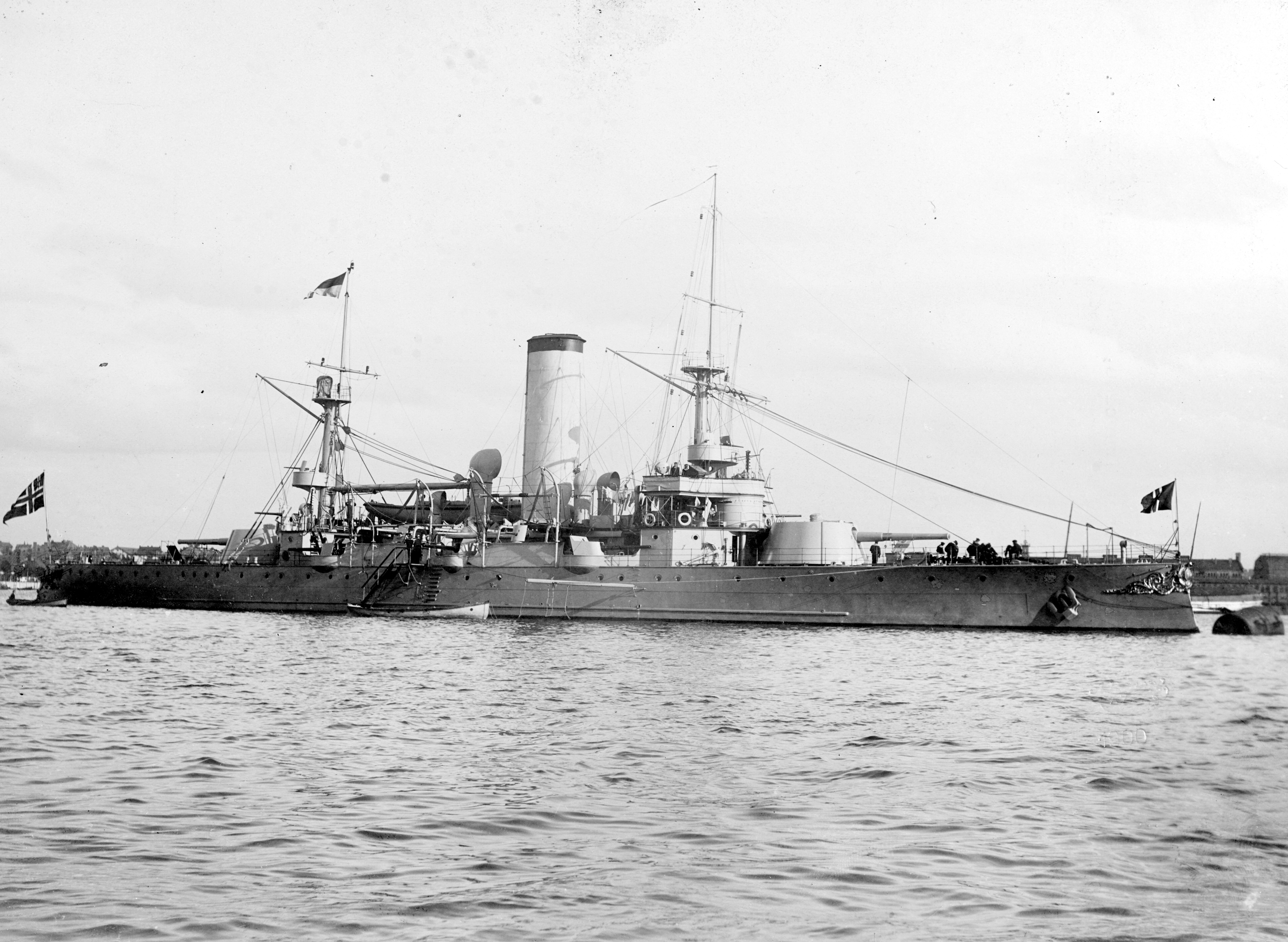
Die Tordenskjold 1900 in Kiel

Der Chefkonstrukteur der britischen Baufirma, Philip Watts, besuchte anschließend mit einigen Mitarbeitern Norwegen und versuchte, auch die weiteren Aufträge zu erlangen. Sechs unterschiedliche Entwürfe wurden den Norwegern vorgelegt, die schließlich im Januar 1899 den Auftrag für zwei weitere Schiffe erteilten.

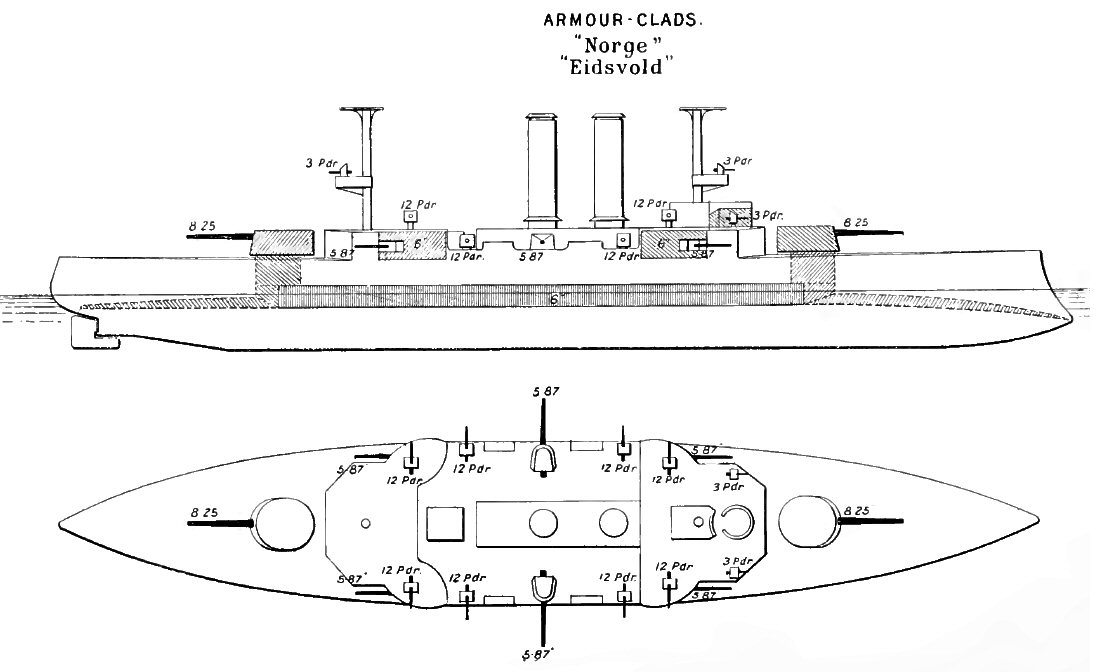
Plan der Schiffe aus Brassey’s 1902

Diese Schiffe waren 94,6 m lang und 15,7 m breit und hatten 5,4 m Tiefgang. Sie waren damit etwas länger und breiter als die vorangehenden Schiffe der Tordenskjold-Klasse. Mit 3848 tn.l. Konstruktions-Wasserverdrängung (3645 tn.l. Standardverdrängung) waren sie die größten Kampfschiffe der norwegischen Marine. Sie hatten 152 mm Gürtelpanzerung und 203 mm Turmpanzerung aus dem moderneren Krupp-Stahl, waren allerdings nur unzulänglich gegen Unterwasserwaffen (Minen und Torpedos) geschützt. Die Höchstgeschwindigkeit betrug 17,2 Knoten. Die Besatzung bestand ursprünglich aus 270 Mann, wurde aber 1940 auf nur noch 238 reduziert. Bei ihrer Versenkung befanden sich 191 Mann an Bord der Norge.
Mit zwei 21,0-cm-Geschützen als Hauptbewaffnung sowie sechs 15,0-cm- und sechs 7,6-cm-Geschützen, vier 4,7-cm-Schnellfeuergeschützen und zwei Unterwassertorpedorohren waren sie für ihre Zeit sehr kampfkräftig, den Schiffen der deutschen Siegfried-Klasse vergleichbar bzw. sogar überlegen. Sie waren jedoch schon sehr bald durch die Entwicklung der Dreadnought-Linienschiffe veraltet. Von den beiden zuvor gelieferten Schiffen waren die Norge und die Eidsvold durch zwei Schornsteine leicht zu unterscheiden. Ihre Kampfkraft war höher durch die auf 15,0-cm-Geschütze verstärkte Mittelartillerie und die moderne Krupp-Panzerung.

## Die Selbstständigkeit Norwegens
Als es zur Trennung Norwegens von Schweden kam, gab es auf beiden Seiten Parteien, die eine kriegerische Trennung befürchteten, zum Teil auch wollten. Die Eidsvold war zu dieser Zeit das Flaggschiff der norwegischen Flotte von vier neuen Panzerschiffen und 18 Torpedobooten.
Die vier norwegischen Küstenpanzerschiffe bildeten mit sechs Torpedobooten 1. Klasse vom Typ Hval und dem Zerstörer Valkyrjen als Führungsboot an der Südküste westlich des Oslofjord das „Skagerrak-Geschwader“, um dort einen befürchteten schwedischen Angriff von See auf Oslo und die militärischen und industriellen Installationen in Ostnorwegen abzuwehren, es wurde auch eine Offensivaktion gegen Göteborg geplant. Die anderen vier Torpedoboote 1. Klasse und die beiden Kreuzer Frithjof und Viking blieben vor Bergen.
Die schwedische Flotte bestand aus acht modernen und drei alten Panzerschiffen, fünf modernen Torpedokreuzern der Örnen-Klasse von 800 Tonnen, 23 modernen Torpedoboote und dem U-Boot Hajen. Die schwedische Flotte verlagerte zwar etliche Einheiten nach Westen, hatte aber keine Pläne, Norwegen anzugreifen. Bevor es zu kriegerischen Handlungen kam, wurde eine politische Lösung gefunden.

## Erste und einzige Kampfhandlung
Am frühen Morgen des 9. April 1940, bei Nebel und Schneetreiben, liefen im Zuge des Unternehmens Weserübung zur Besetzung von Narvik zehn Zerstörer der deutschen Kriegsmarine unter Kommodore Friedrich Bonte in den Ofotfjord ein. Ihre Ankunft wurde von norwegischen Handelsschiffern bemerkt und gemeldet, woraufhin sich die beiden im Hafen befindlichen Küstenpanzerschiffe Eidsvold und Norge zum Gefecht bereitmachten, allerdings mit nicht vollständiger Besatzung.

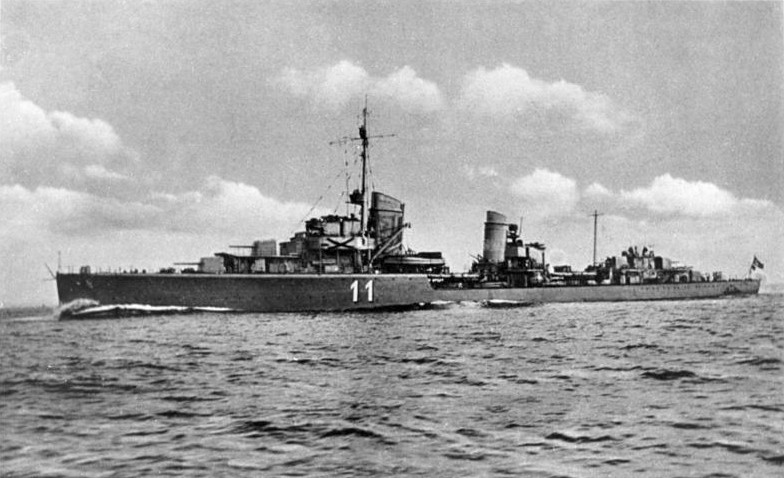
Zerstörer Richard Beitzen, vom Typ 34

Gegen 04:15 Uhr sichtete die Eidsvold den führenden Zerstörer, die Wilhelm Heidkamp, Bontes Flaggschiff, und forderte ihn auf, zu stoppen. Nachdem Verhandlungen den Kapitän der Eidsvold nicht zur kampflosen Kapitulation bewegen konnten, schoss die Wilhelm Heidkamp eine Torpedosalve auf das norwegische Schiff und versenkte es binnen Sekunden. Kapitän Willoch auf der Eidsvold hatte seinen Vorgesetzten, Kapitän Per Askim auf der etwas tiefer im Fjord stehenden Norge noch von seiner Absicht, den Kampf aufzunehmen, informiert, und auf der Norge war die Explosion, die dem Untergang der Eidsvold voranging, zu hören. Kurz darauf erschienen die zwei ersten deutschen Zerstörer in etwa 800 Metern Entfernung. Askim gab Befehl, das Feuer mit den 21,0-cm- und 15,0-cm-Geschützen auf die Bernd von Arnim zu eröffnen. Die erste Salve lag kurz, die zweite zu lang, und keine der insgesamt elf oder zwölf abgefeuerten Granaten traf.
Die Bernd von Arnim ging zunächst an die Hafenpier, um ihre Gebirgsjäger zu landen, ehe sie das Feuer sowohl mit ihren 12,7-cm-Geschützen als auch mit Maschinenkanonen erwiderte. Auch der zweite einlaufende Zerstörer, die Georg Thiele, beschoss das Küstenpanzerschiff. Die schlechte Sicht, die schon die Norweger behindert hatte, machte es auch den Deutschen schwer, Treffer zu erzielen. Korvettenkapitän Curt Rechel auf der Bernd von Arnim schoss daraufhin insgesamt drei Torpedo-Doppelfächer auf die Norge. Die beiden ersten verfehlten ihr Ziel, der dritte jedoch traf mittschiffs. Die Norge sank innerhalb von nur einer Minute mit noch drehenden Schrauben. 90 Mann ihrer Besatzung konnten sich retten, während 101 Mann den Tod fanden.

## Verbleib

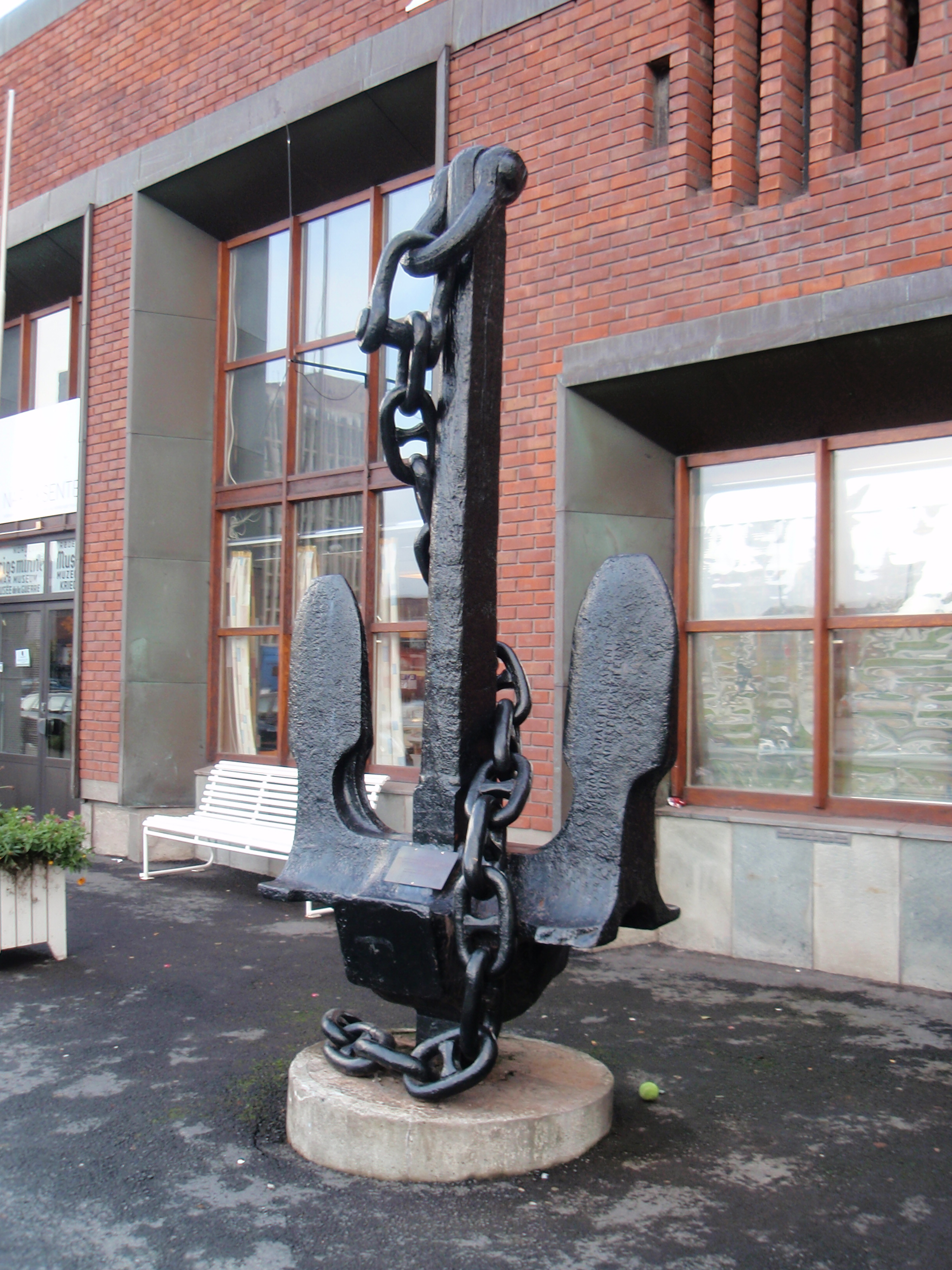
Der Anker der Norge vor dem Kriegsmuseum Narvik

Teile des Wracks wurden vor Ort verschrottet. Der Rest liegt in etwa 20 Metern Wassertiefe im Hafen von Narvik. Er wurde von der norwegischen Regierung zum Kriegsdenkmal und Soldatengrab erklärt, an dem das Tauchen verboten ist.